# Krasnogorodsk
Krasnogorodsk è un insediamento di tipo urbano della Russia europea nordoccidentale, situato nella oblast' di Pskov; appartiene amministrativamente al rajon Krasnogorodskij, del quale è il capoluogo.